# Margany
Margany är ett utdött australiskt språk. Margany talades i Queensland och tillhörde de pama-nyunganska språken.